# Quiringh van Brekelenkam

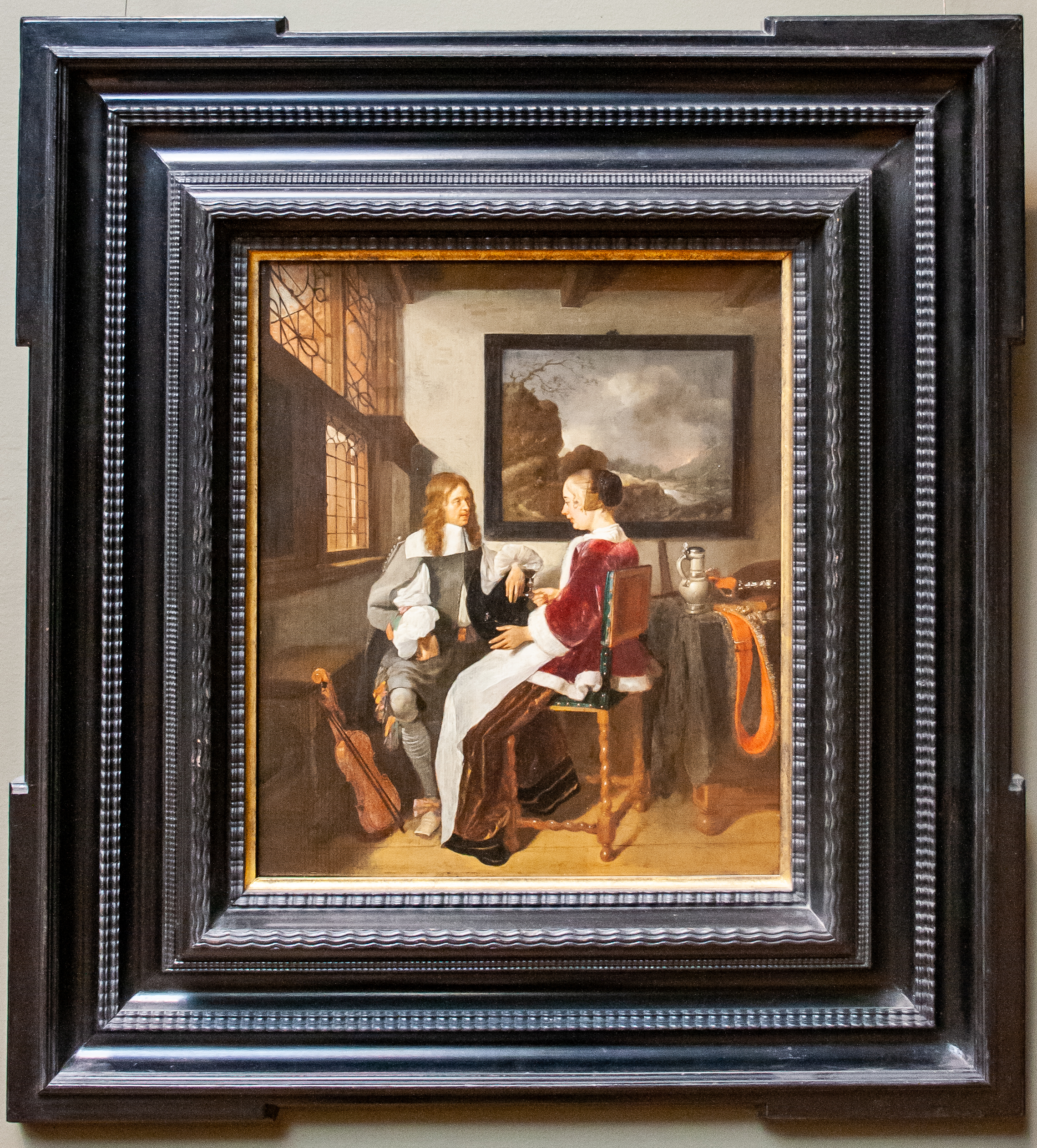
Bensőséges beszélgetés – zsánerképe a New York-i Metropolitanben

Quiringh van Brekelenkam (Zwammerdam, 1622 után – Leiden, 1968 után) a holland festészet aranykorának festője.

## Élete és munkássága
Feltételezhető, hogy Zwammerdamban született 1622 után. Sógora, Johannes van Oudenrogge is festő volt, főleg állatokat és istállók belső képét festette. 
Brekelenkam 1648-ban vette feleségül Marie Jans Charle-t. Hat gyermekük született, de az utolsó szülésbe felesége belehalt. Egy év múlva, 1656-ban elvette Elisabeth van Beaumont-ot, akitől három gyermeke született.
1648-ban belépett a leideni művészek Szent Lukácsról elnevezett céhébe. Feltételezik, hogy Gerrit Dou tanítványa volt. Első ismert műve 1648-ból, az utolsó 1669-ből származik. Valószínűleg ezután hunyt el.
Festményei a világ legnagyobb szépművészeti múzeumai közül több mint harmincban megtalálhatók, így Budapesten is.

## Válogatás a műveiből
- Aachen, Suermondt-Ludwig-Museum
  - De visverkoopster.
  - Het verzoek.
- Amszterdam, Rijksmuseum
  - De muizenval. 1660
  - De kleermakerswerkplaats. 1661
  - Het vertrouwelijke gesprek 1661
  - Interieur met visser en man aan spinnewiel. 1663
  - Interieur met twee mannen voor een open haard 1664
  - Een moeder voedt haar kind.
  - Interieur met vrouw en lezende man (De voorlezer).
  - De huurder en zijn pachter. (toegeschreven)
- Baden-Baden, magángyűjtemény
  - Kartenspielende Gesellschaft (1648)
- Gemäldegalerie (Berlin)
  - Stilleven met vissen en oesters. 1660
  - De fruitverkoopster. 1661
  - Jonge vrouw aan spinnewiel. 1667
- Berlin, magángyűjtemény
  - De visverkoopster. 1665
- Bonn, Rheinisches Landesmuseum
  - De kleermakerswerkplaats. kb. 1653 – 1661
  - De wandelschoolmeester. 1666
- Braunschweig, Herzog Anton Ulrich-Museum
  - Vrouw, een klein meisje voedend. kb. 1660
  - Kaart spelend paartje. 1662
  - De visverkoopster. 1664
  - Een oude man met vissen.
  - Een oude vrouw met groente.
- Budapest, Szépművészeti Múzeum
  - De spinster. 1669
  - Vrouw en man bij het wijn drinken. (toegeschreven)
- Hága, Museum Bredius
  - De heilige Hyacinth.
- Detroit, Detroit Institute of Arts
  - De groentekraam. kb. 1665
- Drezda, Gemäldegalerie Alte Meister
  - De wekelijkse visite.
- Durham, The Bowes Museum
  - De vruchtenverkoopster
- Genf, Musée d'art et d'histoire
  - Boeren keuken. 1659
- Karlsruhe, Staatliche Kunsthalle
  - Keukenstilleven. 1660
  - Keukeninterieur met sinaasappelverkoper
  - Zittende vrouw met fluwelen jas bij het naaiwerk.
- Kassel, Gemäldegalerie Alte Meister a wilhelmshöhei kastélyben
  - Het tafelgebed. kb. 1655
- Köln, Wallraf-Richartz-Museum
  - Lezende oude vrouw. 1652
  - De visser. kb. 1660 – 1665
  - Visverkoopster. 1665
- Leiden, Stedelijk Museum De Lakenhal
  - Biddende monnik. 1656
- Lipcse, Museum der bildenden Künste
  - Oude man met boek. 1663
  - De visverkoopster. 1666
- London, Dulwich Picture Gallery
  - Oude lezende vrouw. (toegeschreven)
- London, National Gallery
  - Bij het lezen in slaap gevallen vrouw. kb. 1648
  - Interieur met een man en een vrouw zittend voor de open haard. 1653
  - De kleermakerswerkplaats. kb. 1655 – 1661
- Mainz, Mittelrheinisches Landesmuseum
  - Biddende kluizenaar. kb. 1654 – 1657
  - Biddende kluizenaar. 1657
  - De visverkoopster. 1665
- Manchester, City Art Gallery
  - Interieur met vrouw die vis aan het uitzoeken is. 1664
  - Familie zittend bij het keukenvuur.
- München, Alte Pinakothek
  - De goudweger. 1668
- New York, Metropolitan Művészeti Múzeum
  - De spinster. 1653
  - Sentimentele conversatie.
- Oberlin(wd), Allen Memorial Art Museum
  - Interieur met moeder en kind. kb. 1660
- Pasadena, Norton Simon Museum
  - De schoenmakerswerkplaats. kb. 1660
- Philadelphia, Philadelphia Museum of Art
  - Spinnende man en wortels schillende vrouw. kb. 1653/54
- Potsdam, Park Sanssouci – Bildergalerie
  - Een kluizenaar in zijn kluizenaarshut.
- Riga, Mākslas muzejs „Rīgas Birža“
  - Het ziekenbezoek. 1667
- San Francisco, Fine Arts Museum
  - Portret van een vrouw.
- Schwerin, Staatliches Museum
  - De heremiet. 1661
  - Schoenmaker in zijn werkplaats.
- Tübingen, Christoph Müller gyűjteménye
  - Interieur met een ouder echtpaar bij de maaltijd. kb. 1650 – 1660
- Worcester, Art Museum
  - De kleermakerswerkplaats. kb. 1653 – 1655
- Worms, Museum Heylshof
  - De visverkoop.
- The Leiden Collection  New Yorkban
  - Visser en zijn vrouw in een interieur. 1657

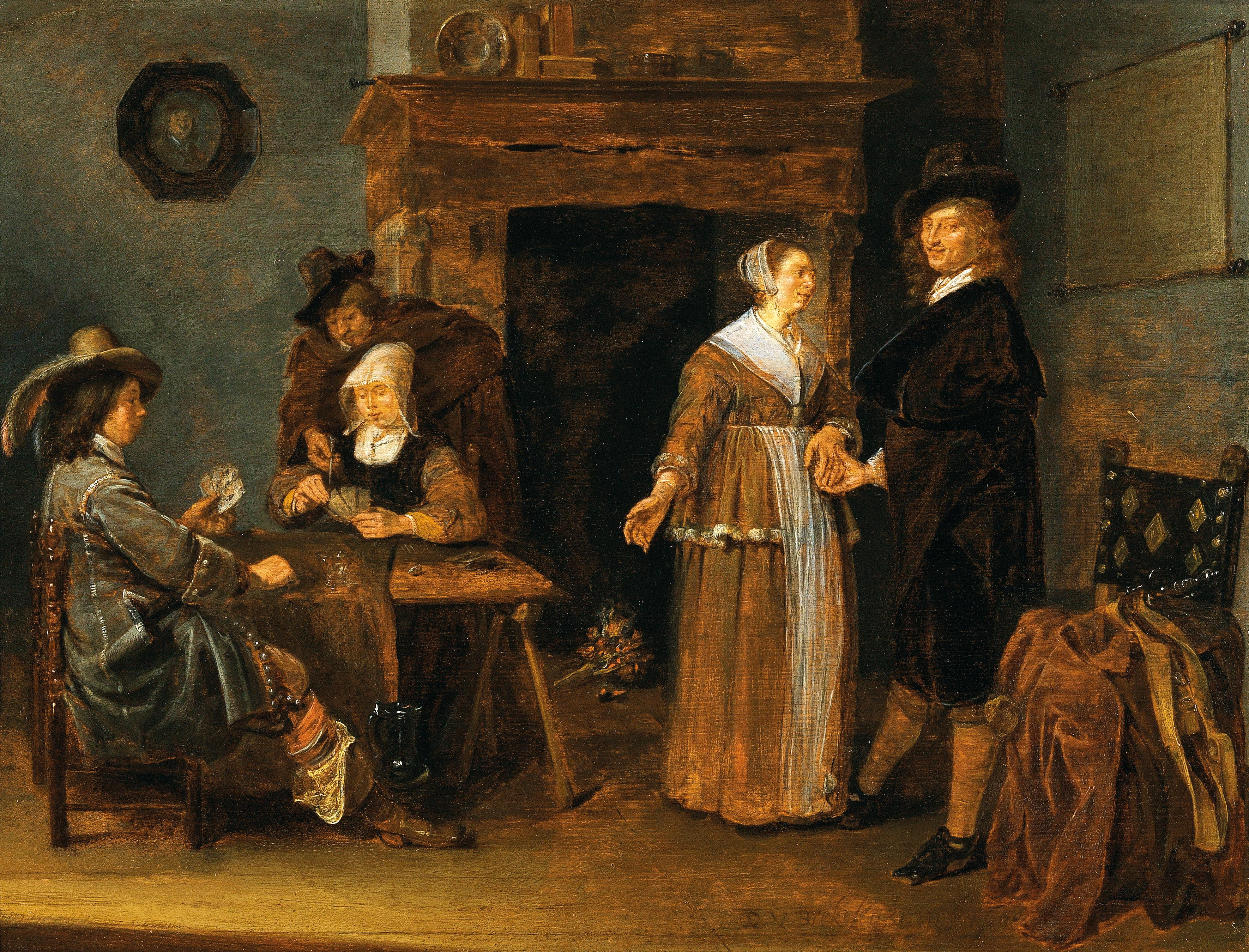
Kartenspielende Gesellschaft (1648)
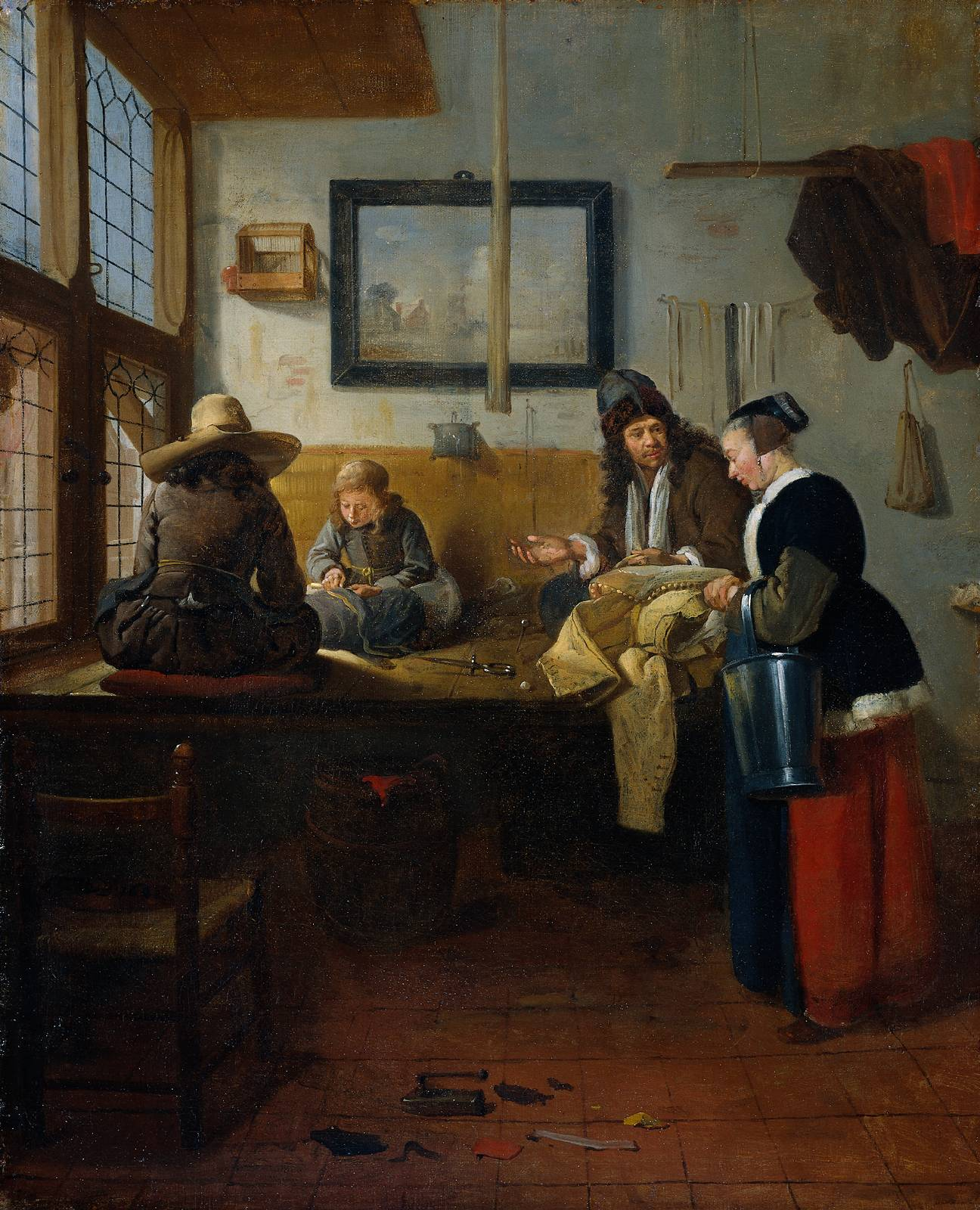
De kleermakers-werkplaats (1661)
Interieur met visser en man aan spinnewiel (1663)
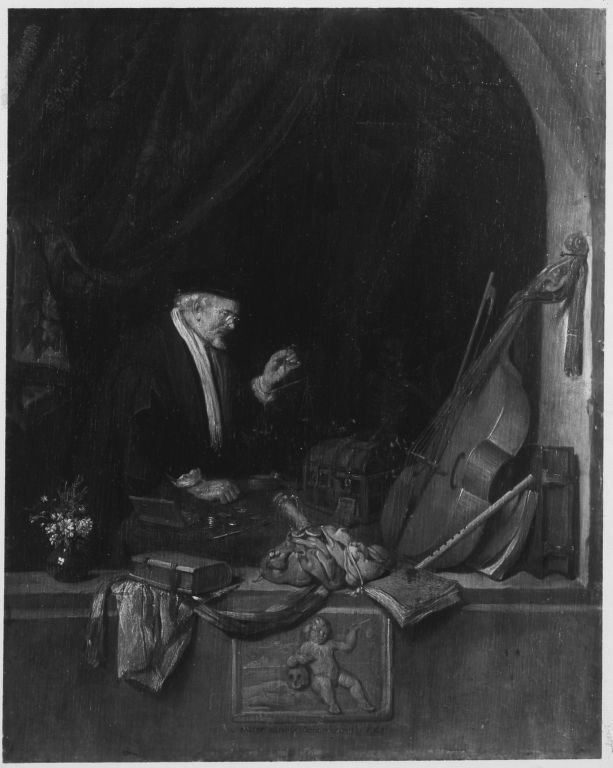
De goudweger (1668)

## Fordítás
- Ez a szócikk részben vagy egészben  a   Quiringh van Brekelenkam című holland Wikipédia-szócikk ezen változatának fordításán alapul.  Az eredeti cikk szerkesztőit annak laptörténete sorolja fel. Ez a jelzés csupán a megfogalmazás eredetét és a szerzői jogokat jelzi, nem szolgál a cikkben szereplő információk forrásmegjelöléseként.